# Quercus liebmannii
Quercus liebmannii là một loài thực vật có hoa trong họ Cử. Loài này được Oerst. ex Trel. miêu tả khoa học đầu tiên năm 1924.